# 辰見拓郎
辰見 拓郎（たつみ たくろう、1952年 - ）は、新潟県生まれの、性風俗評論家。

## 人物・来歴
- 美大卒業後、広告代理店にグラフィックデザイナーとして勤務
- 1980年独立
- バブル崩壊で事務所を閉鎖して性風俗評論家に転身
- 主な著書に、「フェラチオ&クンニリングス絶頂マニュアル」「女性器愛撫マニュアル」「辰見拓郎のオナニー講座」「辰見拓郎のフェラチオ講座」、三井京子との共著で「おっぱいの愛し方」「SEX愛液たっぷりマニュアル」などがある

## 著書
- 『女子中学生快楽読本』編著　データハウス 1995
- 『風俗業マニュアル』データハウス 1995
- 『性犯罪業カタログ (禁)ウラ風俗』データハウス 1996
- 『山手線ぐるり東京風俗ガイド』データハウス 1996
- 『Sexマニュアル』データハウス 1997
- 『Sexサービスマニュアル 興奮するセックスは風俗にあり』データハウス 1998
- 『危ない!sexファイル』データハウス 1998
- 『自慰マニュアル』データハウス 1998
- 『Sex進行マニュアル』三井京子共著 データハウス 1999
- 『フェラチオ&クンニリングス絶頂マニュアル』データハウス 1999
- 『Sex完璧リードマニュアル』データハウス 2000
- 『Sex射精マニュアル』データハウス 2000
- 『Sexバイブ併用マニュアル』データハウス 2000
- 『Sexマニュアル絶頂版』データハウス 2001
- 『アナルsexマニュアル』データハウス 2001
- 『シックスナイン・マニュアル 性器相互愛撫』データハウス 2001
- 『Sex愛液たっぷりマニュアル』三井京子共著 データハウス 2002
- 『Sex結合!190のアドバイス』三井京子共著 データハウス 2003
- 『男同士のsexマニュアル』データハウス 2003
- 『Sex 3Pマニュアル 女1人を2人で楽しむ』データハウス 2004
- 『女性器200大解剖図鑑』データハウス 2004
- 『Sex体位マニュアル』データハウス 2005
- 『Sexマニュアル プロが教えるテクニック』データハウス 2005
- 『女性器愛撫マニュアル』データハウス 2005
- 『性犯罪業カタログ 性欲あるところに商売あり』データハウス 2005
- 『フェラチオ&クンニリングス絶頂マニュアル 400点以上の写真で完全解説』風俗嬢レイ共著 データハウス 2005
- 『Sex大好きマニュアル』データハウス 2006
- 『女をイカせる200のテクニック』データハウス 2006
- 『男同士のsex愛撫マニュアル』データハウス 2007
- 『Sex性運動マニュアル』三井京子共著 データハウス 2008
- 『Sex名器大解剖図鑑』データハウス 2008
- 『女のアナル愛撫マニュアル sex』データハウス 2008
- 『ペニス愛撫大図鑑』三井京子共著 データハウス 2008
- 『おっぱいの愛しかた』三井京子共著 データハウス 2009
- 『女性器詰め合わせビニールパック 夜のお供に!酒のおつまみに!』三井京子共著 データハウス 2009
- 『女性器の愛し方』三井京子共著 データハウス 2009
- 『楽しいH遊び50選』データハウス 2009
- 『辰見拓郎のオナニー講座』データハウス 2010
- 『辰見拓郎のフェラチオ講座』データハウス 2010